# Studiengebührenstiftung
Studiengebührenstiftungen sammeln einen Teil der Studiengebühren an Hochschulen, um aus den Erträgen des Stiftungskapitals Lehre, Ausstattung oder Stipendien zu finanzieren. In Nordrhein-Westfalen darf der Gebührenanteil, der in die Stiftung eingebracht wird, 20 Prozent der gesamten Gebühren der Hochschule nicht überschreiten.
Im Gegensatz zu Studentenstiftungen sind Studiengebührenstiftungen keine freiwillige Initiative von Studierenden. Zum Teil haben sie Mitbestimmungsrechte bei der Vergabe der Stiftungserträge.
Zwei Studiengebührenstiftungen an der Universität Duisburg-Essen und an der Fachhochschule Münster sind bisher bekannt.